# Israelische Badmintonmeisterschaft 2022
Die Israelische Badmintonmeisterschaft 2022 fand vom 27. bis zum 28. Mai 2022 in Daliyat al-Karmel statt.

## Medaillengewinner
| Disziplin    | Gold                           | Silber                            | Bronze                             |
| ------------ | ------------------------------ | --------------------------------- | ---------------------------------- |
| Herreneinzel | Misha Zilberman                | May Bar Netzer                    | Maxim Grinblat                     |
| Herreneinzel | Misha Zilberman                | May Bar Netzer                    | Idan Schneidman                    |
| Dameneinzel  | Ksenia Polikarpova             | Heli Neiman                       | Dana Danilenko                     |
| Dameneinzel  | Ksenia Polikarpova             | Heli Neiman                       | Anna Kirilova                      |
| Herrendoppel | Ariel Shainski Misha Zilberman | May Bar Netzer Maxim Grinblat     | Alexander Bass Lior Kroitor        |
| Herrendoppel | Ariel Shainski Misha Zilberman | May Bar Netzer Maxim Grinblat     | Mark Aronchik Idan Schneidman      |
| Damendoppel  | Anna Kirilova Margaret Lurie   | Dana Kugel Heli Neiman            | Alina Bergelson Ksenia Polikarpova |
| Damendoppel  | Anna Kirilova Margaret Lurie   | Dana Kugel Heli Neiman            | Linoy Tamaev Adi Zurabovich        |
| Mixed        | Maxim Grinblat Anna Kirilova   | Alexander Bass Ksenia Polikarpova | Gal Hiram Dana Kugel               |
| Mixed        | Maxim Grinblat Anna Kirilova   | Alexander Bass Ksenia Polikarpova | Yuval Pugach Ariel Shainski        |